# Podadenia
Podadenia é um género botânico pertencente à família Euphorbiaceae.

## Espécies
- Podadenia javanica
- Podadenia sapida
- Podadenia thwaitesii

## Nome e referências
Podadenia Thwaites